# Greigia
Greigia Regel é um género botânico pertencente à família Bromeliaceae, subfamília Bromelioideae.
O gênero foi nomeado em homenagem ao botânico russo Samuel Alexeivich Greig (1827-1887)
As greigias são perenes, não morrem após a floração como as demais bromélias. São plantas que continuam florescendo a cada ano a partir da mesma roseta basal.
Ocorrem em regiões montanhosas, do México ao Chile.

## Espécies
Existem 30 espécies. As principais são:
- Greigia columbiana L.B.Smith
- Greigia landbeckii (Lechl. ex Phil.) F. Phil.
- Greigia sphacelata (Ruiz & Pav.) Regel
- Greigia steyermarkii L.B. Smith
- Greigia van-hyningii L.B. Smith
- «PPP-Index Lista completa»